# Underliggande tillgång
En underliggande tillgång är den tillgång som ett finansiellt derivat bygger på. En aktieoption ger exempelvis rätten att köpa eller sälja en viss aktie till ett visst pris i framtiden. Aktien ifråga är då den underliggande tillgången.
Värdet av en option eller ett annat derivat beror på priset på den underliggande tillgången. Det är därför viktigt att det går att få tag på snabba och entydiga prisuppdateringar. Bland annat därför är finansiella tillgångar så som aktier, räntor, valutakurser och råvaror den vanligaste formen av underliggande tillgångar.